# Contos de Fragas e Pragas
Contos de Fragas e Pragas
é o primeiro álbum de estúdio da banda Quadrilha, lançado em 1992.
  
Dele foi extraído o single "Ai Caramba" (Ovação ‎– OV-083). A banda fez 2 versões de temas de José Afonso (Chamaram-me Cigano e Mulher da Erva).
"De lendas perdidas do pó das pedras ou de contos aprendidos à lareira quase apagada, nasceu uma boa parte da inspiração para este trabalho que dedicamos com um abraço forte a quem acredita na nova música popular portuguesa. Traz outro amigo também." in CD por Sebastião Antunes.

## Gravação
Gravado nos Estúdios Edit Studio (Amadora) por Jorge Adónis, foi produzido por Ramiro Martins.

## Faixas
| N.º | Título                                                          | Duração |  |
| 1.  | "Ai Caramba" (Sebastião Antunes)                                | 4:20    |  |
| 2.  | "Temporal" (Sebastião Antunes)                                  | 3:47    |  |
| 3.  | "Quadrilha" (Sebastião Antunes)                                 | 3:53    |  |
| 4.  | "Fraga" (Sebastião Antunes)                                     | 4:30    |  |
| 5.  | "Menina do Fato Negro" (Sebastião Antunes)                      | 5:04    |  |
| 6.  | "Chamaram-me Cigano" (José Afonso/Arranjo de Sebastião Antunes) | 3:37    |  |
| 7.  | "Normanda" (Sebastião Antunes)                                  | 4:01    |  |
| 8.  | "Desnorteio" (Sebastião Antunes)                                | 3:40    |  |
| 9.  | "Balada das Naus" (Sebastião Antunes)                           | 4:21    |  |
| 10. | "Mulher da Erva" (José Afonso/Arranjo de Sebastião Antunes)     | 3:27    |  |

## Créditos
- Sebastião Antunes - Voz, Guitarra Acústica, Bandolim, tin whistle e Cavaquinho
- Paulo Marques - Teclados
- Rui Nunes - Baixo
- Mário Santos - Bateria

## Músicos Convidados
- Ramiro Martins - Guitarra Portuguesa
- Joni Garcia - Guitarra Eléctrica e Voz
- Daniel Romeiro - Flauta Transversal
- João Courinha - Saxofone
- Luís Cascais, Paulo Fernandes, Nando Araújo e Rui Santos - Vozes (Coros)